# Choi Jae-hyeon
Đây là một tên người Triều Tiên, họ là Choi (họ người Triều Tiên).
Choi Jae-hyeon (tiếng Hàn: 최재현; sinh ngày 20 tháng 4 năm 1994) là một cầu thủ bóng đá Hàn Quốc thi đấu ở vị trí tiền vệ thi đấu cho Jeonnam Dragons.

## Sự nghiệp
Choi gia nhập đội bóng K League 1 Jeonnam Dragons vào tháng 1 năm 2017. Anh có một bàn thắng và một pha kiến tạo trong trận ra mắt ngày 15 tháng 4 năm 2017.